# Perquie
 Perquie  (en occitano Perquia) es una población y comuna francesa, situada en la región de Aquitania, departamento de Landas, en el distrito de Mont-de-Marsan y cantón de Villeneuve-de-Marsan.

## Demografía
| 457 | 389 | 343 | 332 | 294 | 297 |
| Para los censos de 1962 a 1999 la población legal corresponde a la población sin duplicidades (Fuente: INSEE [Consultar]) |     |     |     |     |     |